# Liste von Horrorfilmen der 1930er Jahre
Die Liste von Horrorfilmen der 1930er Jahre gibt einen chronologischen Überblick über Produktionen, die im Zeitraum von 1930 bis 1939 in diesem Genre gedreht wurden. Bei der Nutzung ist zu beachten, dass ein Großteil der aufgeführten Filme sich mit artverwandten Genres aus dem Bereich der Phantastik wie Science-Fiction und Fantasy überschneidet, aber auch mit Kriminalfilm und Komödie. Die Liste erhebt keinen Anspruch auf Vollständigkeit.

## 1930
| Titel                                   | Regie                      | Produktionsland    |
| --------------------------------------- | -------------------------- | ------------------ |
| Alraune                                 | Richard Oswald             | Deutsches Reich    |
| Der Andere                              | Robert Wiene               | Deutsches Reich    |
| The Bat Whispers                        | Roland West                | Vereinigte Staaten |
| Das Blut eines Dichters                 | Jean Cocteau               | Frankreich         |
| Fundvogel                               | Wolfgang Hoffmann-Harnisch | Deutsches Reich    |
| Ingagi – Der Herr der Wildnis           | William Campbell           | Vereinigte Staaten |
| Laurel und Hardy: Ohne Furcht und Tadel | James Parrott              | Vereinigte Staaten |

## 1931
| Titel                   | Regie                               | Produktionsland        |
| ----------------------- | ----------------------------------- | ---------------------- |
| The Bells               | Harcourt Templeman, O. F. Werndorff | Vereinigtes Königreich |
| Dr. Jekyll und Mr. Hyde | Rouben Mamoulian                    | Vereinigte Staaten     |
| Dracula                 | Tod Browning                        | Vereinigte Staaten     |
| Drácula                 | George Melford                      | Vereinigte Staaten     |
| Frankenstein            | James Whale                         | Vereinigte Staaten     |
| Svengali                | Archie Mayo                         | Vereinigte Staaten     |

## 1932
| Titel                              | Regie                            | Produktionsland    |
| ---------------------------------- | -------------------------------- | ------------------ |
| Doctor X                           | Michael Curtiz                   | Vereinigte Staaten |
| Freaks                             | Tod Browning                     | Vereinigte Staaten |
| Graf Zaroff – Genie des Bösen      | Ernest B. Schoedsack             | Vereinigte Staaten |
| Insel der verlorenen Seelen (1932) | Erle C. Kenton                   | Vereinigte Staaten |
| Die Maske des Fu-Manchu            | Charles J. Brabin, Charles Vidor | Vereinigte Staaten |
| Mord in der Rue Morgue             | Robert Florey                    | Vereinigte Staaten |
| Die Mumie                          | Karl Freund                      | Vereinigte Staaten |
| The Old Dark House                 | James Whale                      | Vereinigte Staaten |
| Thirteen Women                     | George Archainbaud               | Vereinigte Staaten |
| Unheimliche Geschichten            | Richard Oswald                   | Deutsches Reich    |
| Vampyr – Der Traum des Allan Grey  | Carl Theodor Dreyer              | Deutsches Reich    |
| The White Zombie                   | Victor Halperin                  | Vereinigte Staaten |

## 1933
| Titel                                   | Regie                | Produktionsland    |
| --------------------------------------- | -------------------- | ------------------ |
| Das Geheimnis des Wachsfigurenkabinetts | Michael Curtiz       | Vereinigte Staaten |
| King Kong und die weiße Frau            | Ernest B. Schoedsack | Vereinigte Staaten |
| King Kongs Sohn                         | Ernest B. Schoedsack | Vereinigte Staaten |
| La Llorona                              | Ramón Peon           | Mexiko             |
| Das Testament des Dr. Mabuse            | Fritz Lang           | Deutsches Reich    |
| Der Unsichtbare                         | James Whale          | Vereinigte Staaten |
| The Vampire Bat                         | Frank Strayer        | Vereinigte Staaten |

## 1934
| Titel                               | Regie                   | Produktionsland        |
| ----------------------------------- | ----------------------- | ---------------------- |
| Laurel und Hardy: Oliver the Eighth | Lloyd French            | Vereinigte Staaten     |
| Der Schimmelreiter                  | Hans Deppe, Curt Oertel | Deutsches Reich        |
| Die schwarze Katze                  | Edgar G. Ulmer          | Vereinigte Staaten     |
| The Secret of the Loch              | Milton Rosmer           | Vereinigtes Königreich |

## 1935
| Titel                           | Regie          | Produktionsland        |
| ------------------------------- | -------------- | ---------------------- |
| Frankensteins Braut             | James Whale    | Vereinigte Staaten     |
| Mad Love                        | Karl Freund    | Vereinigte Staaten     |
| The Mystery of the Mary Celeste | Denison Clift  | Vereinigte Staaten     |
| Der Rabe                        | Lew Landers    | Vereinigte Staaten     |
| Scrooge                         | Henry Edwards  | Vereinigtes Königreich |
| Der Student von Prag            | Arthur Robison | Deutsches Reich        |
| Der Werwolf von London          | Stuart Walker  | Vereinigte Staaten     |
| Das Zeichen des Vampirs         | Tod Browning   | Vereinigte Staaten     |

## 1936
| Titel             | Regie           | Produktionsland    |
| ----------------- | --------------- | ------------------ |
| Draculas Tochter  | Lambert Hillyer | Vereinigte Staaten |
| Fährmann Maria    | Frank Wisbar    | Deutsches Reich    |
| Tödliche Strahlen | Lambert Hillyer | Vereinigte Staaten |

## 1937
| Titel                    | Regie         | Produktionsland |
| ------------------------ | ------------- | --------------- |
| Der Hund von Baskerville | Carl Lamac    | Deutsches Reich |
| Ye ban ge sheng          | Ma-Xu Weibang | Republik China  |

## 1939
| Titel                    | Regie           | Produktionsland        |
| ------------------------ | --------------- | ---------------------- |
| Frankensteins Sohn       | Rowland V. Lee  | Vereinigte Staaten     |
| Der Henker von London    | Rowland V. Lee  | Vereinigte Staaten     |
| Der Hund von Baskerville | Sidney Lanfield | Vereinigte Staaten     |
| Torture Ship             | Victor Halperin | Vereinigte Staaten     |
| Der Würger               | Walter Summers  | Vereinigtes Königreich |